# A Mezquita
A Mezquita è un comune spagnolo di 1 429 abitanti situato nella comunità autonoma della Galizia.